# Bromeliales
Bromeliales is een botanische naam in de rang van orde: de naam is gevormd vanuit de familienaam Bromeliaceae.
Het Cronquist-systeem (1981) gebruikte deze naam voor een van de twee ordes in de onderklasse Zingiberidae. De samenstelling was deze:
- orde Bromeliales
  - familie Bromeliaceae

In het APG II-systeem (2003) wordt de familie Bromeliaceae onveranderd gehandhaafd, maar wordt ingedeeld in de orde Poales.